# Bahnhof Jijie

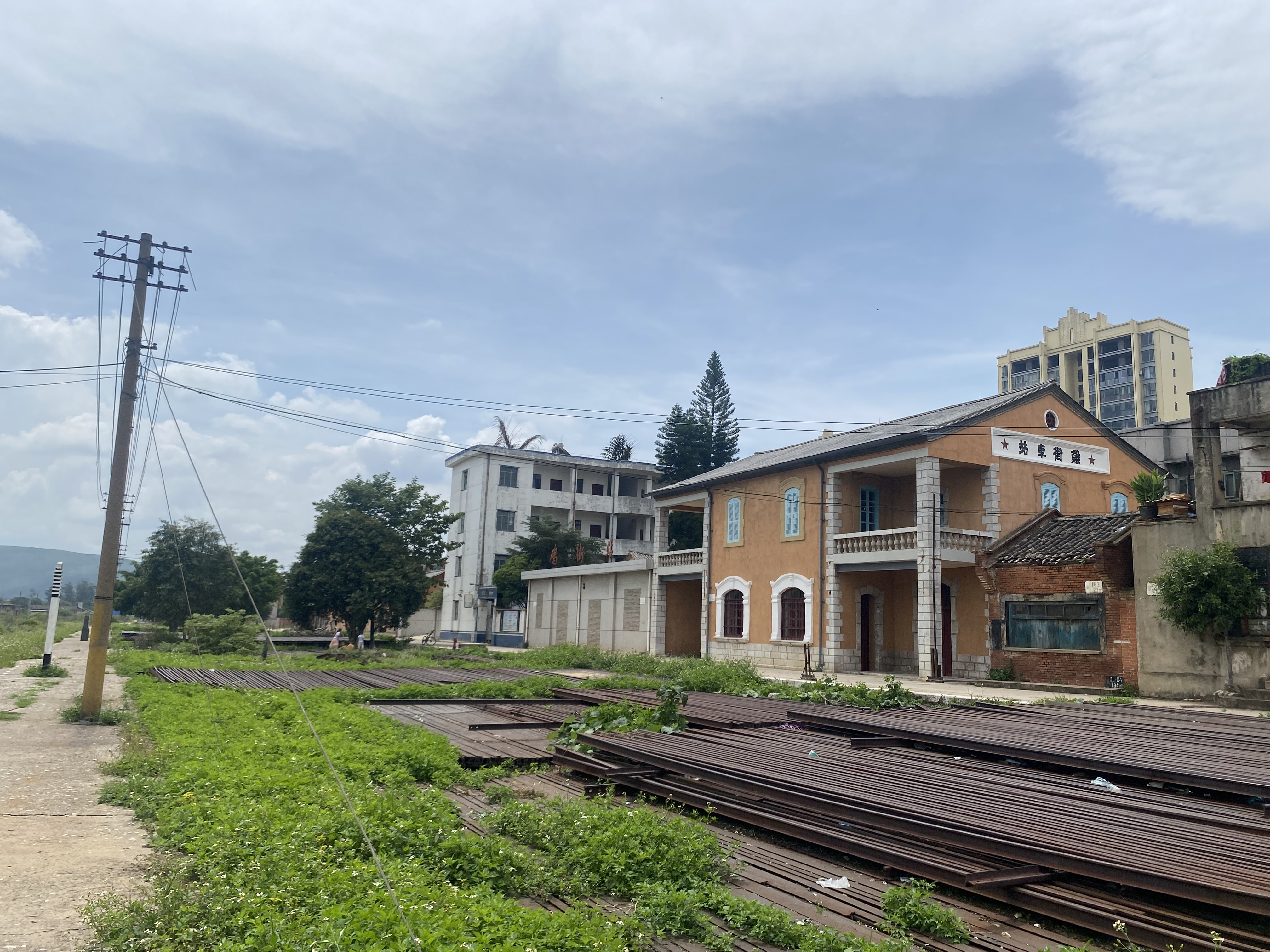
Bahnhof Jijie

Der Bahnhof Jijie (chinesisch 鸡街火车站, Pinyin Jījiē huǒchēzhàn, englisch Jiejie station) ist ein Bahnhof der Jijie-Gejiu-Linie in der Großgemeinde Jijie der Stadt Gejiu des Autonomen Bezirks Honghe der Hani und Yi im Süden der chinesischen Provinz Yunnan. Er wurde in den Jahren 1915 bis 1921 erbaut.
Der Bahnhof steht seit 2006 auf der Liste der Denkmäler der Volksrepublik China (6-1057).
Koordinaten: 23° 31′ 0,4″ N, 103° 12′ 43,3″ O